# Dance (együttes)
A Dance a magyar dirty rock stílus alapköve volt.
1987. július 22-én alapították meg az elődjének számító zenekart egy házibuliban. Ugyan még más néven, de már együtt játszott a későbbi felállásból Balogh Tamás, Csillik Zsolt és Révi József is. Személyes ellentétek miatt Balogh Tamás hamarosan létrehozta a Dance nevű zenekart. Miután Balogh egy szilveszteri buliban kibékült Révi Józsival, Révi is beszállt a zenekarba énekelni és gitározni.
Az első Dance nagylemez a Proton kiadó gondozásában jelent meg 1990-ben, „Love Commando” címen. A lemez egyik oldalán magyarul, a másikon angolul énekeltek. Ettől kicsit tartottak is, mivel meglehetősen szokatlannak számított, de végül sikert aratott. Még a demós korszakukból került a lemezre a „Vad száj” (angolul „Wild Side”) és a „Sírig tartsd a szád” („Fall into the Night”). A lemezen Vértes Attila énekel, Révi már csak gitározik. A lemez nagy népszerűsége ellenére a tagok hamar odébb álltak. Zana „Gangsta Zolee” Zoli a megjelenés után nem sokkal átlépett a Sex Action-be, Vértes Attila pedig megalapította az XL Sisters nevű formációt.
1993-ban jelent meg a zenekar második lemeze, „Ördög vagy angyal” címmel. Ezt már Révi József kivételével új tagokkal vették fel. 7 millió forintos reklámkampányt indítottak a lemez népszerűsítésére. így két hónap leforgása alatt 20 000 példányt el is adtak belőle. Aztán nevet váltva Hooligans néven folytatták a zenélést.
Később gondoltak egy nagyot és újraformálták a Dance-et Dirty Dance néven. Tagjai: Ördög Tibor, Weisz László, Csatai Gábor, Juhász Attila.

## Tagok
- ének : 	Vértes Attila (1989-1991)
- gitár : 	Révi József (1989-1994)(†2014)
- basszusgitár : 	Balogh Tamás (1988-1990)
- dob : 	Zana Zoltán (1988-1990)
- gitár : 	Csillik Zsolt (1988-1989)
- gitár: Weisz László (1992-1993)
- ének : 	Ördög Tibor (1992-1995)
- dob : 	Kiss Endi (1992-1995)
- gitár : 	Tóth Tibor (1993-1995)
- basszusgitár : 	Beloberk István (1992-1994)

## Albumok

### Love Commando(1990)
1. Vad száj
2. Sírig tartsd a szád!
3. Válassz
4. Mindent akar a lány
5. Ne fiam, Ne!
6. Love Commando
7. Suicide
8. Don`t Turn Again
9. Dangerous
10. Girls Are Gonna Rock

### Ördög vagy angyal(1993)
1. Ne szalaszd el
2. Tánc
3. Szédült éjjel
4. Üres szó
5. Shake down
6. Olajat a tűzre
7. Száguldás
8. Halloween
9. Szombat
10. Geronimo
11. Ne fiam, ne!
12. Fuel for the fire